# Pompejusz Festus
Sextus Pompeius Festus (ok. II w. n.e.) – gramatyk rzymski, autor zachowanego częściowo do dziś leksykonu De verborum significatu (łac. "O znaczeniu wyrazów") zawierającego objaśnienia trudniejszych, przeważnie przestarzałych wyrazów spotykanych we wcześniejszej literaturze rzymskiej.
Leksykon Festusa nie jest dziełem oryginalnym, lecz obszernym, liczącym dwadzieścia ksiąg wyciągiem z jeszcze większego leksykonu pod tym samym tytułem, którego autorem był Weriusz Flakkus. Ten ostatni leksykon nie zachował się, wiemy o jego istnieniu ze wzmianek u innych autorów (m.in. samego Festusa). Natomiast leksykon Festusa jest zachowany tylko w ok. jednej trzeciej, najstarszy manuskrypt zawiera część od litery M do V.
Kolejny wyciąg, tym razem z dzieła Festusa, zrobił w VIII wieku n.e. Paweł Diakon. Miał on do dyspozycji całość leksykonu, dzięki czemu ten wyciąg daje pojęcie o treści niezachowanych ksiąg Festusa.
Wydanie krytyczne dzieła Festusa opracował Wallace Lindsay.